# Тихий Дон (фильм, 1958)
«Ти́хий Дон» — советский трёхсерийный драматический художественный фильм-эпопея, снятый в 1957—1958 годах режиссёром Сергеем Герасимовым по одноимённому роману Михаила Шолохова.
Фильм рассказывает о судьбах людей во время Первой мировой войны (1914—1918), Октябрьской революции 1917 года и Гражданской войны в России (1917—1922), о крушении устоев и идеалов донского казачества России в начале XX века, о личной трагедии главного героя — Григория Мелехова.
Премьера первых двух серий фильма состоялась 26 октября 1957 года в московском кинотеатре «Ударник».

## Сюжет

### Первая серия
Действие фильма начинается с момента, когда живущие на хуторе Татарском донские казаки отправляются в майские лагеря.
Молодой хуторской казак Григорий Мелехов влюблён в замужнюю казачку Аксинью Астахову, и та в период полевых работ отвечает ему взаимностью, однако окружающие против такого постыдного союза. Более того, между Аксиньей и Пантелеем Прокофьевичем Мелеховым происходит неприятный разговор. Ситуация обостряется после возвращения с военных сборов мужа Аксиньи, который наносит своей жене побои, однако сам же вступает в драку с Григорием и Петром Мелеховыми. Тем временем за Григория Мелехова сватают дочь богатого казака Наталью Коршунову и играют свадьбу, но семейная жизнь молодожёнов не складывается. Во время ночёвки в степи Григорий признаётся жене, что не любит её. Тем временем на расположенной на хуторе мельнице происходит драка между местными казаками и украинцами, во время которой появляется член партии большевиков Осип Штокман, который рассказывает о том, что «казаки произошли от русских». Казак Христоня рассказывает Штокману и его гостям историю, как в Петербурге над ними подшутили студенты, подарив портрет Карла Маркса и выдав его за отца одного из них. Григорий в ходе ссоры с отцом уходит из семьи и затем с Аксиньей, которая сумела покинуть родной дом в отсутствие мужа, поселяется в имении Ягодное. У Аксиньи рождается ребёнок, но Григорий сомневается в том, кто его отец.
В 1914 году Григория забирают на службу, а Штокмана арестовывают за принадлежность к РСДРП. Приходит весть о начале войны, и казаки отправляются на фронт по железной дороге в вагонах с белыми двуглавыми орлами. В первом же бою с австрийцами Григорий пикой и шашкой убивает двух солдат противника. В Ягодном происходит неприятный разговор Аксиньи и ранее попытавшейся совершить акт суицида Натальи. Аксинья теряет своего ребёнка из-за болезни, но её утешает влюбленный в неё сын генерала Листницкого Евгений. Григорий оказывается в госпитале на больничной койке с перевязанной головой и затем становится свидетелем посещения его представителем российской императорской семьи. Получив георгиевский крест, Григорий возвращается домой в имение, но он узнаёт от старого конюха деда Сашки, что Аксинья ему была неверна. В порыве ревности он избивает нагайкой генеральского сына и Аксинью, после чего возвращается к отцу и жене Наталье.

### Вторая серия
1916 год. Русские офицеры, включая Бунчука, в землянке под отдалённый грохот канонады играют в карты и обсуждают войну. Солдаты, в том числе и Григорий Мелехов, читают антивоенную листовку. Во время очередной атаки немцы применяют отравляющие газы. При отступлении Григорий спасает получившего ранение в бою мужа Аксиньи. На собрании станичников объявляют о низложении Императора Всероссийского Николая II и переходе власти Временному комитету Государственной думы.
В среде казаков возникает раздор. Есаул Калмыков ратует присоединиться к генералу Лавру Корнилову и навести порядок, причём его поддерживает сам Листницкий-младший, а хорунжий Бунчук желает защитить революцию и не допустить братоубийственной войны. Вспыхивает мятеж Л. Г. Корнилова, однако благодаря Бунчуку казаки Калмыкова разоружают. Есаул Калмыков оскорбляет партию большевиков и самого В. И. Ленина, и в ответ на это Бунчук убивает бывшего сослуживца. В донской станице Каменская Григорий Мелехов вместе с Христоней оказывается в полном зале с портретами Карла Маркса и красными знамёнами, где обсуждается борьба со вставшим на сторону Белого движения войсковым атаманом А. М. Калединым. Однако казаки спорят о том, должны ли они поддержать большевиков или они могут справиться своими силами. Далее в Новочеркасске происходят переговоры двух противоборствующих сторон — белогвардейского Донского правительства и советского Донского ревкома. Под станицей Глубокая «Красные» казаки Подтёлкова сражаются с «белыми» казаками Чернецова. «Белые» проигрывают, причем Бунчук теряет свою боевую подругу. Подтёлков рубит шашкой пленного Чернецова, что вызывает возмущение у Григория Мелехова.
Григорий приезжает к отцу и раздаёт родным подарки, но и здесь у казаков нет единства. Сам он «за Советскую власть», но отец его против «Вонючей Руси» и иногородних. Власть меняется, причем в присутствии Михаила Кошевого и Христони у Григория возникает конфликт с бывшим работником мельницы Вальтом. На хуторе Пономарёв Григорий Мелехов при погонах и царских орденах наблюдает за казнью «красных» казаков, в числе которых оказался также Бунчук, при этом припоминая Подтёлкову расправу над казаками Чернецова. Вскоре советская власть побеждает на хуторе, однако это не нравится Григорию, и он в открытую высказывает свои мысли перед кумом своего старшего брата Иваном Алексеевичем Котляровым, который ранее работал на мельнице у купца Мохова и сражался на фронте, а затем стал председателем местного Совета. Явившийся на хутор Осип Штокман требует ареста Григория, но тот успевает сбежать вместе с братом. При этом на хуторе Татарский возникает антисоветское возмущение, участники которого совершают попытку убить Михаила Кошевого. Сам Михаил получает лошадь от своей матери и сбегает из хутора, чтобы присоединиться к красным. Григорий насильно вербует в ряды белых мужа Аксиньи.
«Красные» захватывают в плен старшего брата Григория Петра, который при этом на глазах у Котлярова погибает от руки Михаила Кошевого. Потрясённый гибелью брата Григорий поет песню в окружении своих казаков, предаваясь пьяной гульбе у одной казачки-самогонщицы. Затем он во главе сотни казаков рубит в атаке революционных матросов. Однако рассудок его мутится от кровавой мясорубки, и Харлампий Ермаков принимает решение — отправить Григория домой. В вечерние часы О. Д. Штокман даёт своему отряду время для восстановления сил после тяжелого боя с белыми.

### Третья серия
Григорий на хуторе Татарском на фоне цветущих деревьев слышит причитания своей жены Натальи и затем общается со вдовой своего старшего брата. На водопое у реки он встречает Аксинью с вёдрами и признаётся, что не может выбросить её из сердца.
Тем временем на митинге красноармейцы убивают О. Д. Штокмана. Так на Дону вспыхивает антисоветское Вёшенское восстание.
На хуторе вдова Петра Мелехова Дарья убивает попавшего в плен к белым Ивана Котлярова, который ранее участвовал в убийстве её мужа. Впоследствии за этот акт возмездия она получает поощрение, в том числе и деньги, от командования белогвардейцев в присутствии британского офицера. Наталья Мелехова, узнав от ранее заболевшей сифилисом Дарьи про измену своего мужа, жалуется свекрови на это. Она умирает от неудачного аборта («не хочу больше родить от Григория»). Григорий Мелехов посещает похороны своей жены. Он затем пьёт коньяк в штабе «белой» Донской армии в Балашове, советуя английскому офицеру уезжать домой (1919 год). Тем временем в реке на глазах у сестры Михаила Кошевого и Дуняшки Мелеховой топится вдова Петра Мелехова Дарья. При отступлении «белых» Григорий забирает с собой Аксинью, но та зимней порой заболевает, и он вынужден оставить её на попечение в одной крестьянской семье.
Весну 1920 года Григорий встречает в Новороссийске, где происходит эвакуация «белых» на пароходе. На хуторе Татарском продолжается жизнь, причем вернувшаяся на хутор вылечившаяся Аксинья узнаёт от Ильичны, что П. П. Мелехов умер. Старая мать Петра Мелехова не может простить демобилизованного из РККА по болезни соседа Михаила Кошевого, который убил её сына Петра, но «красный» казак парирует, что на войне все «душегубы», в том числе и Григорий Мелехов. На хутор приезжает раненый (с ампутированной правой рукой) казак Прошка, который рассказывает Аксинье, что Григорий в Новороссийске вступил в Первую конную армию под начало Будённого и командует эскадроном. Младшая сестра Григория Дуняша, которая ранее была влюблена в Михаила Кошевого, получает от матери благословение на свадьбу. После смерти жены П. П. Мелехова Михаил Кошевой встаёт во главе местного Совета. Между вернувшимся домой Григорием и Кошевым во время ужина, который посетили Прохор и Аксинья, происходит малоприятный разговор. Дуняша предупреждает пришедшего на свидание к Аксинье Григория, что вызванные Михаилом чекисты пришли арестовать его, и он бежит с хутора. Наткнувшись на антисоветских повстанцев во главе с Яковом Фоминым и Харлампием Ермаковым, Григорий вступает в их ряды. Население одного хутора отказывается поддержать Фомина и его банда затем бежит в ходе нападения красноармейцев, после чего Григорий оставляет бунтаря. Григорий пытается уйти вместе с Аксиньей на Кубань, но пуля, выпущенная со стороны конного разъезда, убивает Аксинью. На могиле Аксиньи происходит встреча Григория и бывшего участника банды Якова Фомина казака Чумакова. Фильм заканчивается тем, что в зимнюю пору, бросив в реку оружие, Григорий Пантелеевич Мелехов возвращается в родной хутор и обнимает своего сына Мишатку, рождённого от Натальи.

## В ролях
| Актёр                 | Роль |
| --------------------- | --- |
| Пётр Глебов           | Григорий Пантелеевич Мелехов, подъесаул                                                                             |
| Элина Быстрицкая      | Аксинья Астахова, жена Степана Астахова, возлюбленная Григория Мелехова                                             |
| Зинаида Кириенко      | Наталья Мироновна Мелехова (в девичестве Коршунова), законная жена Григория Мелехова                                |
| Даниил Ильченко       | Пантелей Прокофьевич Мелехов, отец Петра, Григория и Дуняшки, старший урядник                                       |
| Анастасия Филиппова   | Василиса Ильинична Мелехова, жена Пантелея, мать Петра, Григория и Дуняшки                                          |
| Николай Смирнов       | Пётр Пантелеевич Мелехов, старший брат Григория, хорунжий                                                           |
| Людмила Хитяева       | Дарья Матвеевна Мелехова, жена Петра                                                                                |
| Наталья Архангельская | Евдокия Пантелеевна Мелехова (Дуняшка), младшая сестра Петра и Григория, жена Михаила Кошевого                      |
| Алексей Благовестов   | Степан Андреевич Астахов, муж Аксиньи, сосед Мелеховых                                                              |
| Александр Жуков       | Мирон Григорьевич Коршунов, отец Натальи                                                                            |
| Александра Денисова   | Марья Лукинична Коршунова, мать Натальи                                                                             |
| Борис Новиков         | Дмитрий Миронович Коршунов (Митька), брат Натальи                                                                   |
| Александр Карпов      | Григорий Коршунов (дед Гришака)                                                                                     |
| Геннадий Карякин      | Михаил Акимович Кошевой (Мишка)                                                                                     |
| Елена Максимова       | Кошевая, мать Михаила Кошевого                                                                                      |
| Валентина Хмара       | Машутка Кошевая |
| Александр Шатов       | Николай Алексеевич Листницкий, казачий генерал, владелец усадьбы Ягодное, отец Евгения                              |
| Игорь Дмитриев        | Евгений Николаевич Листницкий, казак, дворянин, сотник Атаманского полка                                            |
| Виллиан Шатуновский   | Осип Давыдович Штокман, слесарь, уроженец Ростова-на-Дону, член РСДРП                                               |
| Александр Титов       | Иван Алексеевич Котляров, казак, машинист моховской мельницы                                                        |
| Вадим Захарченко      | Прохор Зыков, казак, сослуживец Григория Мелехова                                                                   |
| Михаил Васильев       | Хрисанф (Христоня) Токин, «здоровенный и дурковатый казак», служивший в Атаманском полку                            |
| Дмитрий Капка         | дед Сашка, конюх Листницких                                                                                         |
| Сергей Юртайкин       | Валет, иногородний, весовщик моховской мельницы                                                                     |
| Пётр Любешкин         | Алексей Шумилин (Шамиль), казак хутора Татарского                                                                   |
| Пётр Чернов           | Илья Дмитриевич Бунчук, новочеркасский казак, питерский рабочий, пулемётчик, большевик                              |
| Николай Муравьёв      | Фёдор Григорьевич Подтёлков, председатель СНК и комиссар по военным делам Донской советской республики              |
| Борис Муравьёв        | Михаил Васильевич Кривошлыков, комиссар по делам управления Донской советской республики                            |
| Михаил Глузский       | Калмыков, есаул, сослуживец Евгения Листницкого                                                                     |
| Виктор Бубнов         | Яков Ефимович Фомин, урядник, лидер антикрасновского мятежа в январе 1919 года и антисоветского — в 1921-22 годах   |
| Семён Свашенко        | Андрей Гаранджа (не указан в титрах)                                                                                |
| Василий Щелоков       | Сергей Платонович Мохов, богатый купец, хозяин магазина и паровой мельницы в хуторе Татарском (не указан в титрах)  |
| Любовь Соколова       | жена Штокмана (не указана в титрах)                                                                                 |
| Владимир Волчик       | следователь (не указан в титрах)                                                                                    |
| Борис Кордунов        | Василий Михайлович Чернецов, полковник, командир партизанского отряда (не указан в титрах)                          |
| Александр Граве       | поручик, переводчик с английского языка (не указан в титрах)                                                        |
| Николай Кутузов       | «белый» генерал (прототип — П. Н. Краснов) (не указан в титрах)                                                     |
| Инна Выходцева        | Анна Погудко, еврейка из Екатеринослава, пулемётчица, возлюбленная Ильи Бунчука (не указана в титрах)               |
| Иван Рыжов            | Харлампий Васильевич Ермаков, командир 1-й повстанческой дивизии во время Вёшенского восстания (не указан в титрах) |
| Владислав Баландин    | «белый» офицер (не указан в титрах)                                                                                 |
| Юрий Дедович          | «белый» офицер (не указан в титрах)                                                                                 |
| Николай Граббе        | офицер (не указан в титрах)                                                                                         |
| Сергей Троицкий       | Емельян (не указан в титрах)                                                                                        |
| Пётр Кирюткин         | хозяин хаты, у которого оставили больную Аксинью (3-я серия) (не указан в титрах)                                   |
| Ольга Маркина         | хозяйка хаты, самогонщица (не указана в титрах)                                                                     |
| Василий Шукшин        | матрос за плетнём (не указан в титрах)                                                                              |
| Сергей Корп           | каскадёр (не указан в титрах)                                                                                       |

## Съёмочная группа
- Режиссёр: Сергей Герасимов
- Сценарий: Сергей Герасимов
- Оператор: Владимир Рапопорт
- 2-й режиссёр: Генрих Оганесян
- Художник: Борис Дуленков
- Директор картины: Яков Светозаров
- Зам. директора картины: Аркадий Кушлянский

## Производство
Идея экранизации романа появилась у Сергея Герасимова ещё в 1939 году, но тогда Шолохов попал в немилость Сталина и режиссёру никто бы не дал добро на съёмки. Только в 1955 году, уже после смерти генсека, Герасимов вернулся к своей идее. Учитывая сложность переноса на экран такого объёмного и столь любимого советскими людьми произведения, режиссёр Сергей Герасимов несколько лет вёл подготовку. Он сам адаптировал книгу, а готовый сценарий первым показал самому Михаилу Шолохову. Только после одобрения автора приступил к работе. Сергей Герасимов всегда использовал максимально реалистичные декорации в своих фильмах, а потому для «Тихого Дона» за три месяца до начала съёмок на Дону построили настоящий казацкий хутор.
На роль Григория Мелехова пробовались 40 актёров. И однажды внимание режиссёра привлёк пробовавшийся в массовку малоизвестный актёр Пётр Глебов. После гримировки и представления актёра самому Шолохову Глебов был утверждён на главную роль. Элина Быстрицкая с юности мечтала исполнить роль Аксиньи, а потому, узнав о проекте, сама позвонила Герасимову и буквально напросилась на пробы. По решению Шолохова, среди множества кандидатур на роль Аксиньи была отобрана Быстрицкая На роль Дарьи пробовалось 18 претенденток. Людмилу Хитяеву предложил один из сотрудников. Между съемками Герасимов заставлял героинь «Тихого Дона» вручную стирать белье и не разрешал им пудрить лица. Элина Быстрицкая для роли Аксиньи и вовсе должна была поправиться. Чтобы стать казачкой в теле, рацион актрисы включал очень калорийные продукты: сметану, орехи и мед. А колоритно ходить с коромыслом, виляя бедрами, «чтобы и воду не расплескать, и мужиков с ума свести», её учили настоящие казачки.
Основным местом натурных съёмок стал хутор Диченский в Каменском районе Ростовской области, некоторые сцены фильма были сняты в городе Каменске-Шахтинском, неподалёку от которого для съёмок был построен макет Новочеркасского вокзала.

## Релиз
Фильм вышел на советские экраны 26 октября 1957 года. За год проката его посмотрели 46,9 млн человек. Первая серия была удостоена премии на Международном кинофестивале в Брюсселе и на Всесоюзном фестивале в Москве. А третья принесла создателям статуэтку «Хрустальный глобус» XI кинофестиваля в Карловых Варах.

## Приём
Первым зрителем трехсерийного фильма стал сам Михаил Шолохов, давший после просмотра такую рецензию: «Я рад, что фильм идет в одной дышловой упряжке с моим романом». Позже он заявлял Сергею Бондарчуку, когда тот приходил за советом перед съёмками «Войны и мира», что экранизация Герасимова его не совсем устроила, и советовал Бондарчуку взяться за экранизацию его романа.

## Награды и признание
- 1958 — Большая премия «Хрустальный глобус» за создание широкой панорамы жизни народа на МКФ в Карловых Варах (Сергей Герасимов)
- 1958 — Диплом Гильдии режиссёров США за лучший иностранный фильм (Сергей Герасимов)
- 1958 — Первая премия фильму на ВКФ (Сергей Герасимов)
- 1958 — Премия за лучшую режиссуру на ВКФ (Сергей Герасимов)
- 1958 — Премия актёру на ВКФ (Пётр Глебов)
- 1958 — Третья премия за операторскую работу на ВКФ (Владимир Рапопорт)
- 1959 — Диплом на МКФ в Мехико (Сергей Герасимов)